# 萨彦斯基
萨彦斯基（羅馬化：Sayanskiy）是俄罗斯克拉斯诺亚尔斯克边疆区的市级镇，属雷宾斯科耶区，地处克拉斯诺亚尔斯克边疆区东南部，在区行政中心扎奥焦尔内南、边疆区首府克拉斯诺亚尔斯克东南方。设有同名铁路车站。
该地2021年人口有3,947人；2010年人口4,047；2002年人口4,025；1989年人口3,957。